# بروس كولتر
بروس كولتر هو لاعب كرة القدم الكندية كندي، ولد في 19 نوفمبر 1927 في تورونتو في كندا، وتوفي في 5 يونيو 2018.